# Algoritmo da Confeitaria de Lamport
O Algoritmo da Confeitaria e um algoritmo criado pelo cientista da computação estadunidense Leslie Lamport, como parte do seu estudo da prova formal de sistema concorrentes, que tem como intenção melhorar a segurança no uso de recursos compartilhados por múltiplas threads através de mutua exclusão.

## Referencias
1. ↑  Lamport, Leslie (4 de outubro de 2019). «A new solution of Dijkstra's concurrent programming problem». New York, NY, USA: Association for Computing Machinery: 171–178. ISBN 978-1-4503-7270-1. doi:10.1145/3335772.3335782?casa_token=95eiqkarzegaaaaa:uu1l0guz6fkgsnh1afn7abcnrat4v1jvwc54firwquyumppwzycr5bz-o8jsg4fd8kmqy-00kbgo. Consultado em 20 de agosto de 2022